# Ochroepalpus citrinus
Ochroepalpus citrinus är en tvåvingeart som beskrevs av Blanchard 1941. Ochroepalpus citrinus ingår i släktet Ochroepalpus och familjen parasitflugor. Inga underarter finns listade i Catalogue of Life.